# Rio Conchos (film)
Rio Conchos è un film del 1964 diretto da Gordon Douglas e interpretato da Richard Boone, Anthony Franciosa e Edmond O'Brien.

## Trama
Nel 1867, poco lontano da Chihuahua, un folle ex ufficiale confederato si impadronisce di duemila nuovi fucili a ripetizione con l'intenzione di venderli agli indiani apache per scatenare una nuova guerra civile americana. Il capitano Haven e il sergente Franklyn ricevono l'ordine di rintracciare l'ufficiale ribelle per impedirgli la cessione delle armi agli indiani. Ai due uomini si uniranno il maggiore Lassiter, anch'egli un ex combattente sudista (la cui famiglia è stata massacrata dagli apaches), e il bandito messicano Rodriguez.